# 澤岡清秀
澤岡 清秀（さわおか きよひで、1952年 - ）は,、日本の建築家。工学院大学名誉教授。博士（環境学）。澤岡建築設計事務所代表。山口県柳井市出身。

## 人物
東京大学では芦原義信、香山壽夫に師事。ハーバード大学大学院に留学。リチャード・マイヤーに学び、1977年、建築修士(M.Arch)を取得。その後、ケヴィン・ローチ、リチャード・ロジャーズの事務所で研鑽を積む。ロジャーズ事務所ではロンドンのロイズ本社ビルの基本設計に携わる。帰国後、1980年から1992年にかけて槇文彦＋槇総合計画事務所に勤務。スパイラル、京都国立近代美術館、津田ホール、ノヴァルティスファーマ筑波研究所などを担当した。この間1年間（1988年～1989年）、コロンビア大学に客員教授として招聘され、ケネス・フランプトンと共に大学院設計スタジオを教える。1992年より工学院大学助教授、1998年に教授に就任。2019年に定年退職し、同大学の名誉教授に就任した。

## 来歴

### 学歴
- 1970年 東京教育大学附属駒場高等学校卒業
- 1974年 東京大学工学部建築学科卒業
- 1977年 ハーバード大学デザイン学部大学院修了 (M.Arch)
- 2004年 東京大学より博士（環境学）

### 職歴
- 1977年～78年 ケヴィン・ローチ＝ジョン・ディンケルー＆アソシエイツ
- 1978年～79年 リチャード・ロジャーズ＆パートナーズ
- 1980年～92年 槇総合計画事務所
- 1988年～89年 コロンビア大学客員教授 (Visiting Professor)
- 1992年 工学院大学助教授
- 1994年 テキサス大学客員講師
- 1998年 工学院大学教授
- 2000年 澤岡建築都市研究所（のち澤岡建築設計事務所）設立
- 2019年 工学院大学名誉教授

### 主要作品・受賞
- 1994年 宮城県東北歴史博物館公開設計競技 特別奨励賞
- 1994年 仙台近代文学館公開設計競技 佳作
- 1999年 工学院大学八王子15号館<
- 2000年～2003年 新宿野村ビル・パブリックスペース改修設計
- 2007年 工学院大学スチューデントセンター
- 2008年 日本建築家協会 (JIA) 優秀作品選
- 2009年 東京建築賞優秀賞
- 2009年 米国照明学会グッドデザイン賞
- 2010年 日本建築学会作品選集
- 2007年 長岡市シティーホールプロポーザル次点（2等）
- 2009年 墨田区北斎館公募プロポーザル 佳作
- 2010年 共愛学園前橋国際大学公開プロポーザル 選外佳作

## 主要著作
- 『日本の現代劇場～設計事例集』日本建築学会編、彰国社、1997年
- 『音楽空間への誘い～コンサートホールの楽しみ』日本建築学会編、鹿島出版会、2002年
- 『現代建築理論序説』（ハリー・マルグレイヴほか著）監訳、鹿島出版会、2018年